# Zimandu Nou
Zimandu Nou è un comune della Romania di 4 695 abitanti, ubicato nel distretto di Arad, nella regione storica della Transilvania.
Il comune è formato dall'unione di 3 villaggi: Andrei Șaguna, Zimandcuz, Zimandu Nou.
Situato lungo la strada europea che unisce Arad e Oradea, il comune mantiene comunque una struttura economica prevalentemente rurale, incentrata sulla coltivazione di cereali, legumi e piante da legno.